# Franz Ikert
Franz Ikert (2. května 1878 Taneček – 4. července 1938) byl československý politik německé národnosti a meziválečný senátor Národního shromáždění ČSR za Německý svaz zemědělců (německá agrární strana, BdL).

## Biografie
Profesí byl rolníkem v obci Kozly.
V parlamentních volbách v roce 1929 získal za Německý svaz zemědělců senátorské křeslo v Národním shromáždění. V horní komoře setrval do roku 1935.